# Thron Kpeto Deka
Thron Kpeto Deka, également appelée Thron Kpétô Dékà Alafia, est une croyance religieuse qui est apparue au Bénin en 1800. Elle est représentée sous la forme d'une femme tenant deux gros serpents dans ses mains. Ses adeptes portent un tissu blanc noué autour des hanches pour les hommes et autour de la taille pour les femmes.

## Origine
Originaire du Niger, « Thron Kpeto Deka » ou « Kpétô Dékà Alafia » aurait été découvert durant un conflit dans les montagnes du Togo. Un Haoussa aurait mentionné que, dans sa culture, la guerre était interdite et qu'il prônait « Alafia », qui signifie paix et vie. D'autres sources suggèrent que le culte de Thron a été introduit du Ghana au début du siècle par le biais du Togo. Il serait inspiré par la Christian Science de Mary Baker Eddy, qui se concentre sur la guérison par la foi. Plusieurs personnes lui attribuent des origines diverses.

## Caractéristiques
Le culte vodoun Thron partage des pratiques et des caractéristiques communes avec le christianisme et l'islam. Les adeptes observent les prescriptions islamiques ainsi que les dix commandements. Ils observent le jeûne du Ramadan, effectuent des sacrifices d'animaux, prient régulièrement, et s'engagent à ne pas mentir ni voler. Dans leurs rituels, ils utilisent également des noix de kola, de l'encens, des bougies et de l'eau, et pratiquent l'immolation rituelle des animaux,. Ce culte est dirigé par un prêtre appelé "Hounnongan" en langue Fongbé, ce qui signifie chef de culte.

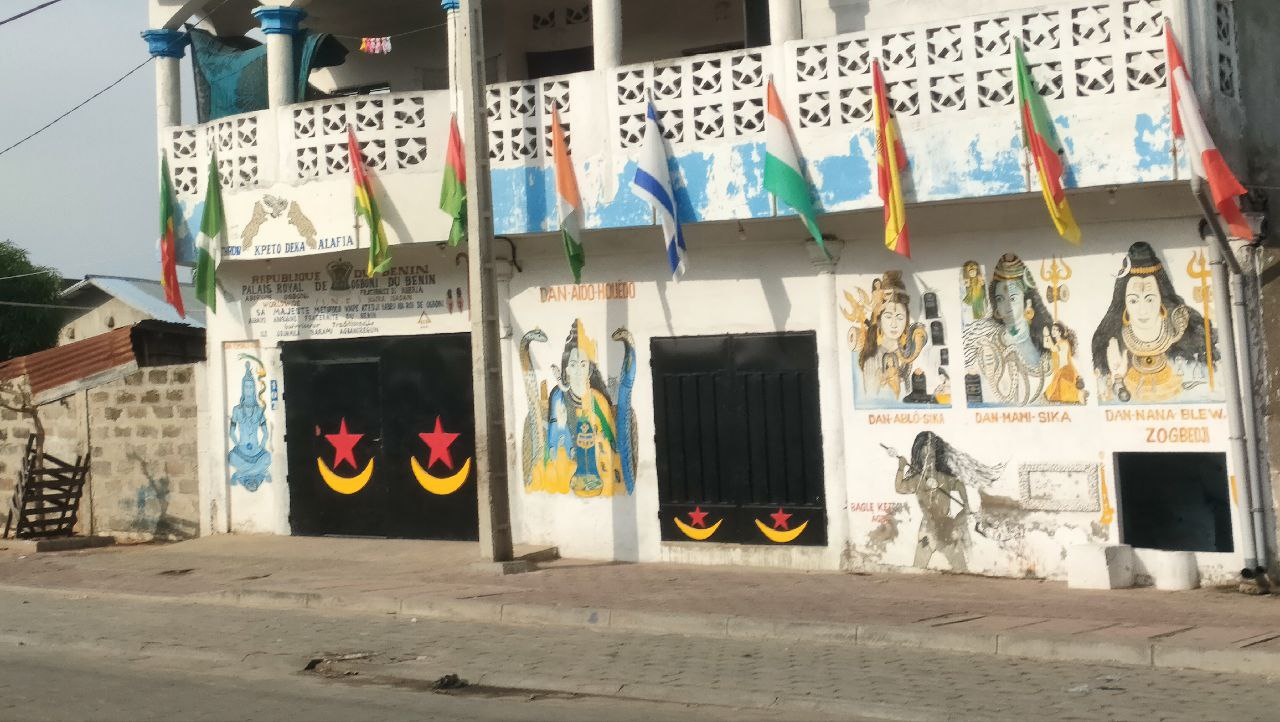
Un temple Tchron Kpeto Deka au Bénin

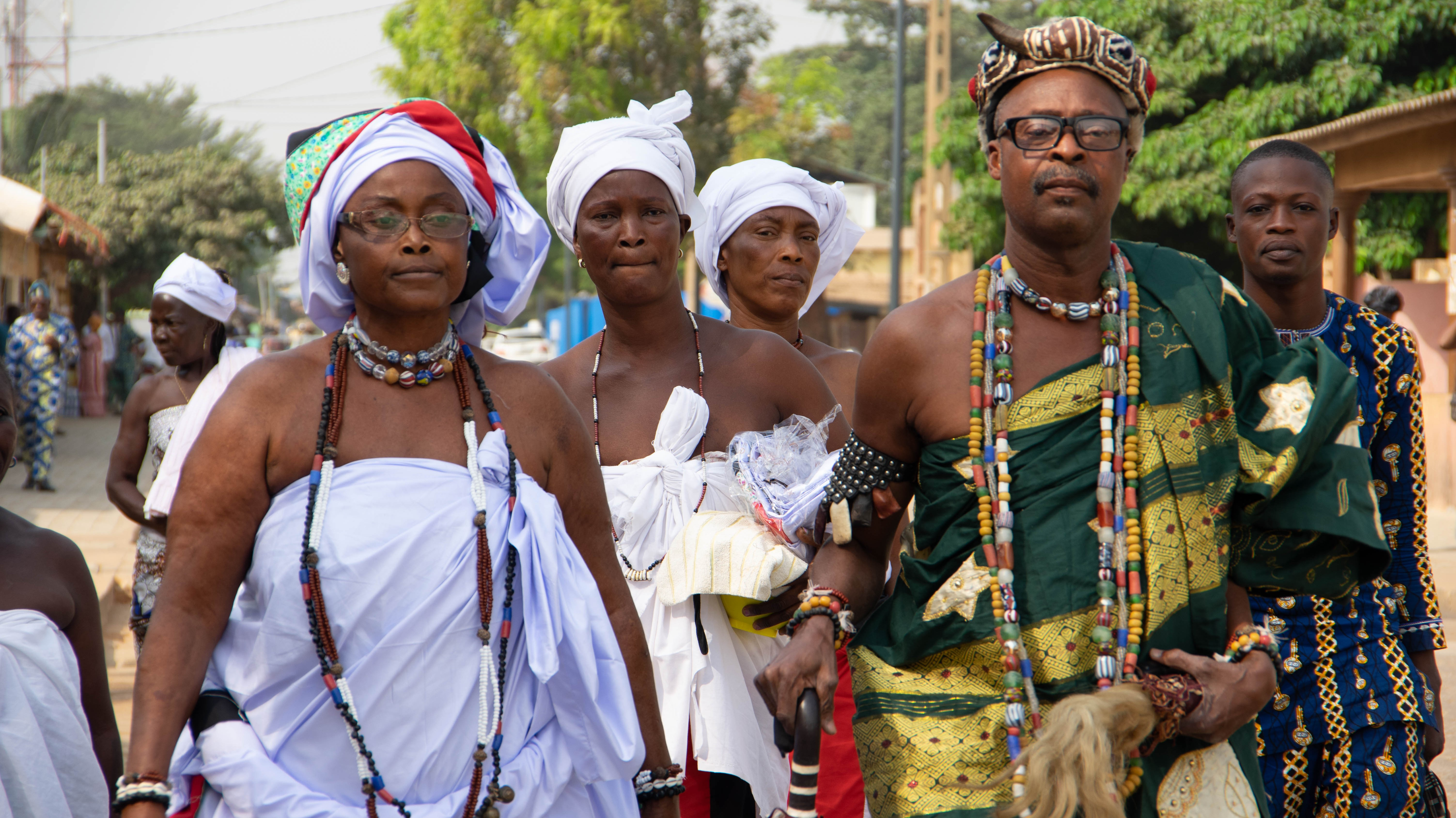
Des hommes et des femmes adeptes d'une divinité du panthéon vodoun au Bénin

## Présence du culte vodoun Thron à travers le monde
Le culte vodoun Thron compte des adeptes dans de nombreux pays, notamment aux États-Unis, en Angleterre, en Italie, en France, au Sénégal, au Cameroun, au Gabon, au Nigeria, au Ghana, en Côte d’Ivoire et au Bénin,.